# Pedicia seticauda
Pedicia seticauda är en tvåvingeart som först beskrevs av Alexander 1924.  Pedicia seticauda ingår i släktet Pedicia och familjen hårögonharkrankar. Inga underarter finns listade i Catalogue of Life.